# Código alfanumérico
Con un código de un bit podemos representar 21=2 combinaciones. Para representar los diez dígitos (0-9) y las 26 letras minúsculas necesitamos como mínimo 6 bits (25=32, 26=64 combinaciones). Si además se quieren representar las letras mayúsculas y otros símbolos de utilidad necesitaremos un mayor número de bits. En general con el término de carácter o código alfanumérico se incluyen: 
- Las letras: a-z y A-Z.
- Los números: del 0 al 9
- Los símbolos: @ ! # $ + - * / = % ( ) [ ] etc.
- Los caracteres de control: <CR>, <LF>, etc.

La información que la computadora debe procesar está formada por letras, números y símbolos especiales. 
Los ordenadores trabajan con voltajes fijos que se representan con los números 0 y 1 que forman la base de un sistema binario. Con la presencia o ausencia de tensión eléctrica no solo se pueden representar números sino los estados de una variable lógica Con un conjunto de variables lógicas se puede definir cualquier sistema lógico.